# 문상민
문상민(2000년 4월 14일 ~ )은 대한민국의 배우이다.

## 학력
- 복대중학교 (졸업)
- 한림연예예술고등학교 패션모델과 (졸업)
- 성균관대학교 연기예술학과 (재학)

## 드라마
- 2019년 웹 드라마 《크리스마스가 싫은 네 가지 이유》
- 2020년 웹 드라마 《마침내 물들다》
- 2021년 LIFETIMECHANNEL 수, 금 웹 드라마 《인어왕자:더 비기닝》 ... 조아서 역
- 2022년 tvN 주말 미니시리즈 《슈룹》 ... 성남대군 역
- 2023년 TVING 오리지널 시리즈 《방과 후 전쟁활동》 ... 황태만 역
- 2024년 tvN 월화 미니시리즈 《웨딩 임파서블》 ... 이지한 역
- 2024년 CHANNEL A & COUPANG PLAY 오리지널 시리즈 《새벽 2시의 신데렐라》 ... 서주원 역
- 2024년 tvN 주말 미니시리즈 《사랑은 외나무다리에서》 ... 젊은 석반희 역
- 2026년 KBS2 토일미니시리즈 《은애하는 도적님아》 … 이열 역

## 텔레비전 프로그램

### 예능 프로그램
- 2024년 KBS2 《뮤직뱅크》 - 고정MC (2024년 5월 31일 ~ 현재)

## 광고
- 삼성전자 삼성그랑데 AL
- 맥도날드
- 로만손[1]
- 버커루[2]
- 아임프롬
- 나이키

## 수상 및 후보
| 연도 | 시상식                   | 부문                      | 작품     | 결과 |
| ---- | ------------------------ | ------------------------- | -------- | ---- |
| 2023 | 제59회 백상예술대상      | TV부문 남자 신인연기상    | 슈룹     | 수상 |
| 2023 | 아시아 아티스트 어워즈   | 남자 신인상               | 빈칸     | 수상 |
| 2023 | 제9회 에이판 스타 어워즈 | 남자 신인상               | 빈칸     | 수상 |
| 2024 | KBS 연예대상             | 베스트 커플상 (with 민주) | 뮤직뱅크 | 수상 |